# Zak Sally
Zak Sally est un musicien et auteur de bande dessinée américain. Il a été bassiste du groupe Low de 1993 à 2006.